# Apen
Apen – gmina samodzielna (niem. Einheitsgemeinde) w Niemczech, w kraju związkowym Dolna Saksonia, w powiecie Ammerland.

## Dzielnice gminy
W skład obszaru gminy wchodzą następujące dzielnice:
- Apen
- Augustfehn I
- Augustfehn II
- Espern
- Godensholt
- Hengstforde
- Nordloh
- Roggenmoor
- Tange
- Vreschen-Bokel

## Współpraca

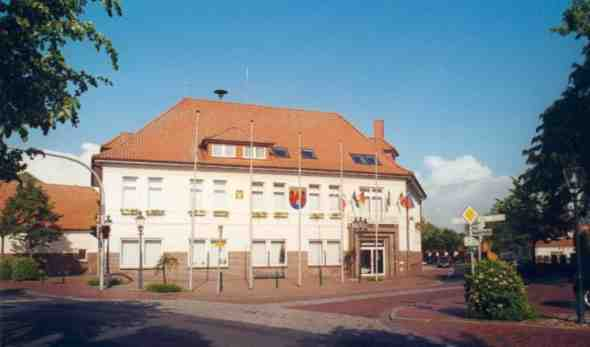
Ratusz w Apen

- gmina Gizałki, Polska